# Aeropuerto Internacional de Harare
El Aeropuerto Internacional de Harare es un aeropuerto ubicado en Harare(IATA: HRE, OACI: FVRG), capital de Zimbabue. Este aeropuerto es operado por la Autoridad de Aviación Civil de Zimbabue y es el centro principal de operaciones de Air Zimbabwe. La pista del aeropuerto, de 4725 metros, es una de las más largas de África, que supera incluso a la pista del Aeropuerto Internacional OR Tambo en Johannesburgo, Sudáfrica, que posee una pista de 4418 metros.
En 2004 el aeropuerto recibió 592 437 pasajeros (un 6,9 % más que en 2003).
El aeropuerto cambió de nombre en 2019 y el LID de la OACI se actualizó de FVHA a FVRG. Pasando a llamarse Aeropuerto Internacional Robert Gabriel Mugabe.

## Aerolíneas y destinos

### Pasajeros

#### Destinos nacionales
| Aerolíneas       | Destinos                 |
| ---------------- | ------------------------ |
| Air Zimbabwe     | Bulawayo, Victoria Falls |
| Fastjet Zimbabwe | Bulawayo                 |

#### Destinos internacionales
| Ciudades por países    | Nombre del aeropuerto                        | Aerolíneas                                                                    | Aeronaves   | Frecuencias semanales |        |
| África                 | África                                       | África                                                                        | África      | África                | África |
| ---------------------- | -------------------------------------------- | ----------------------------------------------------------------------------- | ----------- | --------------------- | ------ |
| Angola                 |                                              |                                                                               |             |                       |        |
| Luanda                 | Aeropuerto Internacional Quatro de Fevereiro | TAAG Angola Airlines                                                          |             |                       |        |
| Etiopía                |                                              |                                                                               |             |                       |        |
| Addis Abeba            | Aeropuerto Internacional Bole                | Ethiopian                                                                     |             |                       |        |
| Kenia                  |                                              |                                                                               |             |                       |        |
| Nairobi                | Aeropuerto Internacional de Nairobi          | Kenya Airways                                                                 |             |                       |        |
| Malaui                 |                                              |                                                                               |             |                       |        |
| Lilongüe               | Aeropuerto Internacional de Lilongüe         | Malawian Airlines                                                             |             |                       |        |
| Mozambique             |                                              |                                                                               |             |                       |        |
| Maputo                 | Aeropuerto Internacional de Maputo           | LAM Mozambique Airlines                                                       |             |                       |        |
| Ruanda                 |                                              |                                                                               |             |                       |        |
| Kigali                 | Aeropuerto Internacional de Kigali           | RwandAir                                                                      |             |                       |        |
| Suazilandia            |                                              |                                                                               |             |                       |        |
| Manzini                | Aeropuerto Internacional Rey Mswati III      | Eswatini Air                                                                  | ERJ-145     |                       |        |
| Sudáfrica              |                                              |                                                                               |             |                       |        |
| Ciudad del Cabo        | Aeropuerto Internacional de Ciudad del Cabo  | Airlink RwandAir                                                              |             |                       |        |
| Durban                 | Aeropuerto Internacional Rey Shaka           | Airlink                                                                       |             |                       |        |
| Johannesburgo          | Aeropuerto Internacional de Johannesburgo    | Air Zimbabwe Airlink CEM Air Fastjet Zimbabwe FlySafair South African Airways | E B737 A3x0 |                       |        |
| Tanzania               |                                              |                                                                               |             |                       |        |
| Dar es Salaam          | Aeropuerto Internacional Julius Nyerere      | Air Tanzania Air Zimbabwe                                                     |             |                       |        |
| Zambia                 |                                              |                                                                               |             |                       |        |
| Lusaka                 | Aeropuerto Internacional de Lusaka           | Kenya Airways LAM Mozambique Airlines Malawian Airlines                       |             |                       |        |
| Asia                   |                                              |                                                                               |             |                       |        |
| Catar                  |                                              |                                                                               |             |                       |        |
| Doha                   | Aeropuerto Internacional Hamad               | Qatar Airways                                                                 |             |                       |        |
| Emiratos Árabes Unidos |                                              |                                                                               |             |                       |        |
| Dubái                  | Aeropuerto Internacional de Dubái            | Emirates                                                                      |             |                       |        |

### Carga
- Avient Aviation